# Almaleea capitata
Almaleea capitata är en ärtväxtart som först beskrevs av James Hamlyn Willis, och fick sitt nu gällande namn av Michael Douglas Crisp och Peter Henry Weston. Almaleea capitata ingår i släktet Almaleea och familjen ärtväxter. IUCN kategoriserar arten globalt som sårbar. Inga underarter finns listade i Catalogue of Life.